# Faiditus
Faiditus là một chi nhện trong họ Theridiidae.

## Các loài
Tính đến  tháng 5 năm 2020, chi này bao gồm năm mươi chín loài, tất cả đều được tìm thấy ở Châu Mỹ ngoại trừ F. xiphias, được tìm thấy ở Châu Á:
- F. acuminatus (Keyserling, 1891) – Brazil, Argentina
- F. affinis (O. Pickard-Cambridge, 1880) – Brazil
- F. alticeps (Keyserling, 1891) – Brazil, Paraguay
- F. altus (Keyserling, 1891) – Venezuela, Brazil
- F. amates (Exline & Levi, 1962) – Mexico, Guatemala
- F. americanus (Taczanowski, 1874) – từ USA đến Brazil, Argentina
- F. amplifrons (O. Pickard-Cambridge, 1880) – từ Panama đến Argentina
- F. analiae (González & Carmen, 1996) – Brazil
- F. arthuri (Exline & Levi, 1962) – Panama
- F. atopus (Chamberlin & Ivie, 1936) – từ Panama đến Ecuador
- F. bryantae (Exline & Levi, 1962) – Costa Rica, Panama
- F. cancellatus (Hentz, 1850) – USA, Canada, đảo Bahama
- F. caronae (González & Carmen, 1996) – Brazil
- F. caudatus (Taczanowski, 1874) – USA, từ Caribê đến Argentina
- F. chicaensis (González & Carmen, 1996) – Argentina
- F. chickeringi (Exline & Levi, 1962) – Panama
- F. cochleaformus (Exline, 1945) – Ecuador, Peru
- F. convolutus (Exline & Levi, 1962) – từ Guatemala đến Peru, Brazil
- F. cordillera (Exline, 1945) – Ecuador
- F. cristinae (González & Carmen, 1996) – Brazil
- F. cubensis (Exline & Levi, 1962) – Cuba
- F. darlingtoni (Exline & Levi, 1962) – Jamaica, Hispaniola
- F. davisi (Exline & Levi, 1962) – USA, Mexico
- F. dracus (Chamberlin & Ivie, 1936) – từ USA đến Paraguay
- F. duckensis (González & Carmen, 1996) – Brazil
- F. ecaudatus Keyserling, 1884 (loài điển hình) – Brazil
- F. exiguus (Exline & Levi, 1962) – Cuba, Puerto Rico
- F. fulvus (Exline & Levi, 1962) – Brazil
- F. gapensis (Exline & Levi, 1962) – Jamaica
- F. gertschi (Exline & Levi, 1962) – Panama
- F. globosus (Keyserling, 1884) – từ USA đến Ecuador
- F. godmani (Exline & Levi, 1962) – Guatemala
- F. iguazuensis (González & Carmen, 1996) – Argentina
- F. jamaicensis (Exline & Levi, 1962) – Jamaica
- F. laraensis (González & Carmen, 1996) – Argentina
- F. leonensis (Exline & Levi, 1962) – Mexico
- F. maculosus (O. Pickard-Cambridge, 1898) – USA, Mexico
- F. mariae (González & Carmen, 1996) – Argentina
- F. morretensis (González & Carmen, 1996) – Brazil, Argentina
- F. nataliae (González & Carmen, 1996) – Argentina
- F. peruensis (Exline & Levi, 1962) – Peru
- F. plaumanni (Exline & Levi, 1962) – Brazil
- F. proboscifer (Exline, 1945) – Ecuador, Peru
- F. quasiobtusus (Exline & Levi, 1962) – Puerto Rico, đảo Virgin
- F. rossi (Exline & Levi, 1962) – Colombia
- F. sicki (Exline & Levi, 1962) – Brazil
- F. solidao (Levi, 1967) – Brazil
- F. spinosus (Keyserling, 1884) – Venezuela, Peru
- F. striatus (Keyserling, 1891) – Brazil
- F. subdolus (O. Pickard-Cambridge, 1898) – từ USA đến Guatemala
- F. subflavus (Exline & Levi, 1962) – Peru
- F. sullana (Exline, 1945) – Peru
- F. taeter (Exline & Levi, 1962) – Mexico
- F. ululans (O. Pickard-Cambridge, 1880) – từ Mexico đến Brazil
- F. vadoensis (González & Carmen, 1996) – Argentina
- F. woytkowskii (Exline & Levi, 1962) – Peru
- F. xiphias (Thorell, 1887) – Myanmar, Ấn Độ (đảo Nicobar) đến Nhật Bản, Indonesia (Krakatau)
- F. yacuiensis (González & Carmen, 1996) – Argentina
- F. yutoensis (González & Carmen, 1996) – Argentina